# Joesley Batista
Joesley Batista (Formosa, 5 de fevereiro de 1972), terceiro dos seis filhos de Flora Mendonça Batista e José Batista Sobrinho (também conhecido como Zé Mineiro), irmão de Wesley Batista e de Júnior Friboi, é um renomado empresário brasileiro, cuja carreira começou aos 16 anos de idade, quando o pai lhe confiou os cuidados de um dos negócios da família. Mais tarde, já na década de 1990, tornou-se um dos donos e responsáveis pelo processo de expansão e internacionalização da JBS, uma das principais empresas do agronegócio no Brasil e líder global em produção de alimentos à base de proteínas, onde foi presidente do conselho de administração.
Em junho de 2017, Joesley foi afastado do cargo no grupo por cinco anos, como contrapartida a um acordo de leniência assinado com o Ministério Público Federal, por delações premiadas no âmbito da Operação Lava Jato. O acordo também previu, entre outras medidas, o ressarcimento a instituições do governo federal prejudicadas por atos criminosos, envolvendo pagamento de propinas, cometidos por ele e outros executivos da JBS.
Passado esse período, durante o qual também cumpriu uma série de medidas, Joesley, que já atuava como presidente do Instituto J&F, se tornou membro dos conselhos de administração da JBS e da Pilgrim's Pride Corporation of Georgia, Inc. Listado em 2025 pela Forbes como um dos 55 maiores bilionários do Brasil, é também acionista do Grupo J&F, um dos maiores grupos empresariais do País, dentro do qual segue trabalhando e alavancando o processo de grande expansão dos negócios que compõem o diversificado portfólio da holding. Entre eles, o da própria JBS, que atualmente emprega mais de 280 mil colaboradores no mundo todo – 158 mil apenas no Brasil.

## Infância
Nascido em Formosa, GO, Joesley é um dos seis filhos de Flora Mendonça Batista e José Batista Sobrinho (Zé Mineiro), então dono de um açougue em Anápolis, Goiás, fundado em 1953 com o nome de Casa de Carnes Mineira. 
Foi no final da década de 1950 que Zé Mineiro se mudou para a capital federal, no momento em que ainda se dava a construção de Brasília, alterando o nome do próprio negócio para Friboi – o qual, décadas depois, se tornaria uma das maiores empresas mundiais do setor alimentício. O comércio de Zé Mineiro expandiu, fornecendo carne para as empreiteiras da obra e depois durante o desenvolvimento de Brasília na década de 1960.
No processo de crescimento e expansão dos negócios, Zé Mineiro também contou com a participação decisiva dos filhos, Júnior, Wesley e Joesley Batista, aos quais confiou a missão de cuidarem de um pequeno frigorífico, tão logo cada um deles completou 17 anos de idade. Este, porém, não foi o primeiro emprego na vida de Joesley Batista, que era ainda menino, por volta dos 12 anos, quando começou a prestar serviço como programador de computador, passando por loja de sapatos, loja de computador, uma autopeças e um hotel. Depois disso, montou uma escola de computador, permanecendo nessa área até a idade dos 16. A motivação era clara: queria “ser alguém na vida”; “tinha vontade de se virar”. E, para isso, o trabalho vinha em primeiro lugar. Tanto assim, que, tal como os irmãos, ele não chegou a concluir o Ensino Médio, ingressando nos negócios do pai antes mesmo de terminar os estudos formais.
Quando questionado sobre esse período, costuma explicar que o serviço foi aprendido entre erros e acertos, e que a sua escola foi o próprio dia a dia, onde seu maior desafio estava na necessidade de fazer o negócio dar certo.

## Carreira
Seu irmão mais velho, João Batista Júnior foi nomeado Presidente da Friboi com 20 anos de idade. Seu outro irmão Wesley Batista foi enviado com 17 anos por seus pais para administrar a empresa da família de sabão Flora. O sabão era feito a partir do sebo do boi, e a empresa foi nomeada para homenagear sua mãe.
Mesmo com indústrias na família, Joesley teve seu primeiro emprego com doze anos na área administrativa de uma fabricante de autopeças.
Com 16 anos, para que seu irmão Wesley não fosse sobrecarregado com outras funções, Joesley passou a trabalhar para a família e foi administrar a fábrica de sabão Flora. Quando contava com 21 anos, a família arrendou seu terceiro frigorífico, de maior porte, em Anápolis. Assim, seu irmão Wesley, um pouco mais velho, foi tocar esse novo empreendimento e Joesley passou a administrar o frigorífico de Luziânia, deixando a fábrica de sabão nas mãos de um encarregado. O negócio crescia rapidamente, em condições que posteriormente foram tidas como suspeitas. Adquiriram grandes empresas do setor e no final dos anos 1990 já controlavam grandes frigoríficos brasileiros, como o goiano Anglo e o paulista Bordon. A primeira aquisição internacional foi a do frigorífico argentino Swift Armour. em 2005, feita com um empréstimo que causou prejuízo superior a 68 milhões de reais ao Banco Nacional de Desenvolvimento Econômico e Social (BNDES), alvo de denúncia na Operação Bullish.
Em 2007 o grupo passou a se chamar JBS, abrindo seu capital. Entre 2007 e 2009, o grupo conseguiu mais investimentos e créditos bilionários do BNDES, da ordem de 8,1 bilhões de reais em compras de ações e 3,9 bilhões de reais em empréstimos, somas jamais investidas em outra empresa privada brasileira. A J&F Investimentos, holding da família Batista, é dona, além da JBS, da Eldorado Brasil (celulose) e já deteve o controle da empresa dona da marca Havaianas, a Alpargatas (calçados). Em 2009, adquiriu americana Pilgrim's Pride (carne de frango) e associou-se ao grupo brasileira Bertin (alimentos, hotelaria e outros), investindo também no ramo de lácteos, ração animal e biodiesel. Em 2012, a JBS já era a maior produtora de frangos do mundo, fornecendo carnes para grandes redes, como a McDonald's. Seu faturamento em 2016 foi de 170 bilhões de reais, com subsidiárias em vinte países e 237 mil funcionários.

## Operação Lava Jato
Em julho de 2016, o empresário foi alvo de investigações na Operação Sépsis, um dos desdobramentos da Operação Lava Jato, por pagamento de propinas pela JBS ao deputado cassado e ex-presidente da Câmara dos Deputados, Eduardo Cunha, para liberação de recursos do FI-FGTS.
Além dessa operação, a empresa JBS e Joesley Batista foram investigados em pelo menos outras quatro operações: Operação Greenfield, Operação Cui Bono?, Operação Carne Fraca, Operação Bullish.

## Delação Premiada
Em 17 de maio de 2017, o Jornal O Globo divulgou que Joesley, em delação premiada no âmbito da Operação Lava Jato, entregou uma gravação feita na noite de 7 de março de 2017, de uma conversa reservada que teve com o presidente Michel Temer no Palácio do Jaburu. Segundo o delator, a gravação confirmava a compra do silêncio de Cunha, que estava preso, por meio da entrega de propina à sua família. Na conversa, Joesley Batista havia informado ao Presidente que estava "segurando" dois juízes e tinha "conseguido" um procurador dentro da força-tarefa da Operação Greenfield para lhe passar informações. Ele também pediu ao Presidente que facilitasse as conversas com Henrique Meirelles, que era "importantíssimo" ter alguém "ponta firme" no Conselho Administrativo de Defesa Econômica e na Comissão de Valores Mobiliários, instituições que passavam por troca de comando na época. Temer indicou Rocha Loures como alguém de sua "estrita confiança", e segundo o depoimento de Joesley Batista, a gravação de áudio não mostra, mas ele teria feito um sinal com os dedos passando pelo outro que significa grana - ou seja, que poderia tratar de propinas com ele. Uma séria crise política se instalou no governo depois desta divulgação.
Em 28 de abril de 2017, em uma ação combinada com a Polícia Federal, e autorizada pela Justiça, o então deputado federal Rocha Loures foi flagrado correndo para um táxi com uma mala contendo R$ 500.000,00 em propina.
Outra gravação realizada em 24 de março de 2017, de cerca de 30 minutos, feita no hotel Unique, de São Paulo, comprova que o então Presidente Nacional do PSDB Aécio Neves lhe pediu 2 milhões de reais. O encontro com o empresário foi marcado pela irmã do então Senador, Andréa Neves. O diálogo parece sugerir que o político mandaria matar alguém, talvez o seu próprio primo Frederico Pacheco de Medeiros, e ex-coordenador de campanha, que terminou pegando a proprina. Essa interpretação foi alvo de inúmeros debates. O dinheiro foi entregue por Ricardo Saud, então Diretor de Relações Institucionais da JBS, ao primo do Senador, em 4 parcelas de R$ 500.000,00.
Joesley também contou em sua delação que os ex-presidentes Luiz Inácio Lula da Silva e Dilma Rousseff receberam 80 milhões de dólares em contas distintas no exterior. Posteriormente, o Procurador da República responsável pela apuração concluiu que a delação não possuía elementos capazes de comprovar essa parte da delação, já que a conta no exterior estava no nome do próprio Joesley Batista.
Uma semana antes da divulgação da gravação, Joesley foi com a família para Nova Iorque, a bordo de seu jatinho particular, tendo despachado para Miami, dois dias antes, seu iate de luxo com capacidade para 25 passageiros. Joesley é casado com a apresentadora de televisão Ticiana Villas Boas que, em 23 de maio, pediu afastamento da emissora em que trabalhava, do grupo Sistema Brasileiro de Televisão (SBT).

## Joesley Day
No dia seguinte à divulgação da gravação, em 17 de maio de 2017, o pânico nos investidores tomou conta da Bolsa de Valores de São Paulo, que depois de um Circuit breaker fechou com uma queda acentuada de 8,8%, enquanto o dólar subiu 8% nesse mesmo dia.
Entre os operadores da bolsa de valores brasileira, o dia ficou conhecido como Joesley Day. Curiosamente, os papéis da empresa JBS não foram os mais afetados no dia - a mercado já havia de alguma forma precificado a crise que envolvia os controladores da empresa, e eles fecharam uma queda ligeiramente superior à média: 9,64%. A queda de expectativa do mercado foi mais intensa com relação ao governo federal - já que o governo de Michel Temer alimentava muitas esperanças no mercado financeiro e uma grave crise política não estava à vista. A empresa do índice que mais caiu no dia foi a Eletrobrás (20,97%), também merecendo destaque a queda nas ações do Banco do Brasil (19,91%). A perda de valor dessas empresas estatais, de certa forma, refletiu a opinião dos investidores acerca do elevado aumento do risco de investir em empresas controladas por um governo envolvido em um escândalo de corrupção.
Apesar dessa turbulência, o mercado financeiro se recuperou assim que ficou claro que Temer não sofreria um impeachment, e o ano de 2019 terminou com uma alta no Índice Bovespa.

## Prisões
Em 6 de setembro de 2017, veio a público um diálogo entre Joesley Batista e Ricardo Saud, gravado poucos dias após a gravação com Michel Temer e entregue, provavelmente por engano, junto com o material da delação premiada. Nesse diálogo, os dois debatem a delação premiada com termos chulos, sugerindo que então Procurador da República Marcello Miller tinha um acesso privilegiado ao então Procurador-Geral da República Rodrigo Janot e conseguiria para eles todos os benefícios possíveis na sua colaboração. "nós dois temos que operar o Marcello direitinho para chegar no Janot e pá!" foi uma das frases que causou comoção.
Sob suspeita de que tinham omitido crimes no material entregue com a delação, o Procurador-Geral da República pediu a suspensão da imunidade prometida no acordo de delação premiada. O pedido foi aceito pelo ministro do Supremo Tribunal Federal Edson Fachin. Em 10 de setembro de 2017 Joesley Batista e Ricardo Saud se entregaram e foram presos. Também foi pedida a prisão temporária do ex-procurador Marcello Miller, mas ela foi negada.
Em 13 de setembro de 2017, Joesley Batista e o seu irmão Wesley Batista tiveram a prisão preventiva decretada pela 6ª Vara Federal Criminal de São Paulo por outras acusações: o uso de informações privilegiadas para lucrar no mercado financeiro entre abril e 17 maio de 2017, data de divulgação de informações relacionadas ao acordo de colaboração premiada firmado entre executivos da J&F e a Procuradoria Geral da República.
Como era previsível que o mercado sofresse uma grande oscilação depois das divulgações envolvendo o então Presidente Michel Temer, a compra de dólar no mercado futuro por parte da JBS no período em que o ocorreu o "Joesley Day" levantou suspeitas de que os diretores da empresa se valeram disso para lucrar. Essas mesmas operações foram investigadas também por outros órgãos como a Comissão de Valores Mobiliários, que instaurou ao menos três processos para investigar descumprimento das normas do mercado de capitais brasileiro.
Após 9 meses dessa prisão, tendo em vista que "o risco da reiteração delitiva e de interferência na instrução criminal se enfraqueceu", a prisão preventiva no caso de insider trading foi substituída pelas seguintes medidas cautelares: proibição dos irmãos de ocuparem cargos nas empresas envolvidas, impedimento de operar no mercado financeiro, proibição de contato com os demais réus, uso de tornozeleiras eletrônicas, proibição de sair do país e obrigação de comparecimento periódico em juízo. A decisão foi tomada por apertada maioria (3 ministros a 2) pela 6ª Turma do Superior Tribunal de Justiça.
Wesley Batista foi liberado da prisão nessa oportunidade, mas seu irmão Joesley Batista continuava preso em razão da prisão determinada pelo ministro Edson Fachin. Ele só conseguiu sair da carceragem da Policia Federal em São Paulo em 9 de março de 2018, por ordem do juiz Marcus Vinícius Reis Bastos, da 12ª Vara Federal do Distrito Federal, por "excesso de prazo" tendo em vista que àquela época já não poderia mais interferir nas investigações.
No dia 9 de novembro de 2018, voltou a ser preso, agora na Operação Capitu, um desdobramento da Operação Lava Jato que teve como base a delação premiada de Lúcio Funaro. Joesley estaria envolvido em um esquema de corrupção no Ministério da Agricultura entre 2014 e 2015.

## Expansão e Diversificação dos Negócios
Passado esse período, Joesley se tornou membro dos conselhos de administração da JBS e da Pilgrim's Pride Corporation of Georgia, Inc., além de acionista do Grupo J&F, maior grupo empresarial do Brasil.
Dentre os negócios que compõem o diversificado portfólio da holding, está a própria JBS, uma das maiores empresas de alimentos do mundo e líder global na produção de alimentos à base de proteína, que segue reforçando a sua estratégia de diversificação global por geografias e proteínas para continuar crescendo com solidez. Exemplo recente foi a aquisição da Mantiqueira, maior produtora de ovos da América Latina, por meio da qual a JBS ingressou no segmento. Antes disso, a Companhia dos irmãos Batista já havia alçado à posição de maior empregadora do Brasil, com então 151 mil colaboradores diretos somente no País (dos 270 mil no mundo todo), destacando-se também pela receita líquida recorde registrada no terceiro trimestre de 2024 e pela própria notoriedade que lhe foi conferida pelo BNDES ao final desse mesmo ano, quando o banco também registrou impacto recorde no crédito obtido em 2024, graças aos dividendos de empresas como a JBS.
Além da JBS, porém, Joesley Batista segue avançando como um dos maiores responsáveis por outras grandes histórias de sucesso, dadas as transformações pelas quais as demais controladas do Grupo J&F também vêm passando. Exemplo disso está no próprio PicPay, plataforma financeira que se tornou o 7º maior banco do Brasil e que, com mais de 60 milhões de clientes contabilizados até o início de 2025, também foi eleita o melhor banco digital do País pelo voto popular na edição de 2024 do Prêmio iBest, que identifica e premia os melhores do universo on-line brasileiro, considerando a confiança dos usuários na instituição.

## Instituto J&F
Concomitantemente à atuação nos negócios, Joesley Batista atua também como presidente do Instituto J&F, um Centro de Educação para os Negócios com iniciativas voltadas a públicos distintos das mais diversas faixas etárias. Com projetos educacionais que contemplam desde a Educação Básica & Profissional até o Ensino Superior, o propósito do Instituto J&F consiste em transformar os negócios da própria J&F em Empresas Educadoras, que são empresas que acreditam no crescimento das pessoas como motor central da sua própria estratégia de crescimento. E que, com isso, ano a ano vêm tornando possível não só a adesão de cada vez mais pessoas aos seus efetivos processos de formação, como também as suas próprias trajetórias de superação e transformação, alcançando tanto estudantes e colaboradores quanto suas famílias e comunidade.